# WY Records
WY Records ist ein Plattenlabel, welches von dem bekannten Reggaeton-Duo Wisin y Yandel im Jahr 2005 gegründet wurde. Es gehört zu den Labels Machete Music und Universal Music Group.

## Künstler
- Franco "El Gorila", auch bekannt als La Maquina de Guerra.
- Gadiel Veguilla Malavé, wird auch El General genannt. Er ist ein ehemaliges Mitglied des Duos Gadiel & Lobo und außerdem der kleine Bruder von Yandel.
- Jayko, ebenfalls bekannt unter dem Namen El Prototipo.
- Jowell y Randy, Das Duo ist bekannt unter den Namen "Los del Momento", Los más Sueltos del Reggaeton und "La Jota y La Nota".
- Tico "El Inmigrante", zu Deutsch ‚Der Immigrant‘ aufgrund seiner venezolanischen Herkunft.
- Wisin y Yandel, auch genannt El Dúo de la Historia sowie El Dúo Dinámico. Sie sind ebenfalls die Gründer des Labels.
- Yaviah, trägt ebenfalls die Bezeichnung El Gato. Er stand ursprünglich bei Pina Records unter Vertrag.
- Yomille Omar "El Tío", steht erst seit Kurzem wieder bei WY Records unter Vertrag. Er war bereits 2006 auf dem Album Los Vaqueros vertreten, verließ das Label jedoch bald darauf aufgrund von Differenzen und kehrte erst im Frühjahr 2009 wieder zurück.

## Produzenten
- Gómez "El Profesor"
- Marioso
- Nesty "La mente maestra"
- R.K.O
- Victor "El Nasi"

Häufig sind auch die Reggaeton-Produzenten Luny Tunes und Tainy an den Veröffentlichungen von WY Records beteiligt.

## Ehemalige Künstler
- Lobo, war ein Mitglied des Duos Gadiel & Lobo. Jedoch war er gezwungen das Label aufgrund seiner Drogenprobleme sowie Differenzen mit Tony Dize zu verlassen.
- Omega
- Tony Dize, wechselte zu Yaviahs ehemaligem Label Pina Records, nachdem dieser im Gegenzug einen Vertrag bei WY Records unterzeichnete.

## Auseinandersetzung mit Baby Records
Für Aufsehen sorgte vor allem der Medienkrieg im Jahr 2006 mit dem Musiklabel Baby Records, welches von den Künstlern Zion & Lennox gegründet wurde. Auslöser waren in erster Linie die Differenzen zwischen dem WY-Records-Musiker Franco "El Gorila" und dem Sänger Arcángel, der zu dieser Zeit noch bei Baby Records unter Vertrag stand. Es folgte die Veröffentlichung mehrerer sogenannter Tiraeras (vergleichbar mit dem englischen Slangbegriff Disstrack) zwischen den beteiligten Parteien.

## Veröffentlichungen
- Pa'l Mundo (Wisin y Yandel) (2005)
- Pa'l Mundo: Deluxe Edition (Wisin y Yandel) (2005)
- Los Vaqueros (Verschiedene Interpreten) (2006)
- Los Vaqueros: Wild Wild Mixes (Verschiedene Interpreten) (2006)
- La Melodía De La Calle (Tony Dize) (2007)
- Wisin vs. Yandel: Los Extraterrestres (Wisin y Yandel) (2007)
- Los Extraterrestres Reloaded: Otra Dimensión (Wisin y Yandel) (2008)
- Wisin & Yandel Presentan: La Mente Maestra (Verschiedene Interpreten) (2008)
- Welcome To The Jungle (Franco "El Gorila") (2009)
- La Revolución (Wisin y Yandel) (2009)
- Marcando Territorio (Jayko) (2009)